# Tarthang Tulku
Tarthang Tulku (voluit: Tarthang Tulku Künga Gelek Yeshe Dorje) (Golog, 1935 ) is een lama uit de Tibetaans boeddhistische nyingmaschool. Hij introduceerde kum nye in het Westen, een Tibetaanse yogasoort die raakvlakken heeft met hatha yoga of tai chi. Hij ontwikkelde verder eigen spirituele technieken en is de drijvende kracht achter een aantal verschillende instituten, centra en projecten, die Tibetanen, het boeddhisme, kunst ondersteunen en stimuleren. Hij is schrijver van een groot aantal boeken die in meerdere talen verschenen.

## Biografie
Tarthang Tulku verliet Tibet in 1958 en reisde via Bhutan naar Sikkim. De jaren daarna werden besteed aan pelgrimstochten en retraites bij de heilige plaatsen in India. In de tussentijd was de Tibetaanse diaspora in volle omvang op gang gekomen. In 1963 werd hij tot onderzoeker benoemd als vertegenwoordiger van de nyingmatraditie bij de Sampurnanand Sanskrit University in Benares, India. In dat jaar begon hij ook met het herdrukken van Tibetaans boeddhistische teksten en het vervaardigen van kunst. Aan het einde van 1968 reisde hij naar de Verenigde Staten, waar hij zich vestigde in Berkeley, Californië.
Hier richtte hij in 1969 het Tibetan Nyingma Meditation Center op. Ter behoud van de Tibetaanse cultuur. Voor zijn landgenoten richtte hij in hetzelfde jaar ook het Tibetan Aid Project op. In de loop van de decennia erna richtte hij nog verschillende andere centra en instituten op, waaronder in 1975 het retraitecentrum Odiyan Copper Mountain Mandala met grote tempels zoals: Copper Mountain Temple, Odiyan Enlightenment Stupa, Vajra Temple en Cintamani Temple.
Op basis van zijn ervaring met het werk voor het behoud van de Tibetaans boeddhistische cultuur en andere projecten, ontwikkelde hij Skillful means die hij introduceerde in 1976. In Skillful means worden methodes aangereikt om spiritualiteit en werk te integreren.
Hij introduceerde in 1977 de zogenaamde Ruimte Tijd Kennis Visie (Time Space Knowledge Vision), waarmee werkelijkheid vanuit de eigen ervaring en zonder een religieuze context onderzocht wordt.
Onder aanmoediging en ondersteuning van Tarthang Tulku wordt sinds 1989 de Nyingma Monlam Chenmo gehouden. Dit is een bijeenkomst in Bodhgaya, India, van grote aantallen boeddhistische monniken, yogi's en leraren uit diverse landen. Bij deze bijeenkomst die enkele dagen duurt wordt voor wereld vrede gebeden. Ook worden bij deze bijeenkomst grote aantallen boeddhistische teksten, die in de organisaties van Tarthang Tulku herdrukt zijn, gratis uitgedeeld. De bijeenkomst wordt ook the World Peace Ceremony genoemd.
Tarthang Tulku wordt in Nederland vertegenwoordigd door het Nyingma Centrum in Amsterdam, sinds 1989 onderdeel van Tibetan Nyingma Meditation Centers (TNMC), een internationaal netwerk van Nyingma Centra onder leiding van Tarthang Tulku.

## Door Tarthang Tulku geïnitieerd
- 1969: Tibetan Nyingma Meditation Center,[5] ter behoud van de Tibetaanse cultuur
  - 1989: Nyingma Centrum,[9] filiaal in Amsterdam
- 1969: Tibetan Aid Project,[10] voor hulp aan Tibetaanse vluchtelingen
- 1971: Dharma Publishing,[11] uitgifte van boeddhistische boeken en Tibetaanse kunst
- 1972: Nyingma Institute,[12] met cursussen en retraites in kum nye, meditatie, boeddhistische studies, Skillful means en Ruimte Tijd en Kennis
- 1975: Odiyan Copper Mountain Mandala,[4] retraitecentrum
- 1983: Yeshe De Project,[13] ter conservering, verspreiding en vertaling van Tibetaanse teksten
- 1989 e.v.: Nyingma Monlam Chenmo,[8] jaarlijkse spirituele bijeenkomst in Bodhgaya, India
- 2002: Light of Buddhadharma Foundation International,[14][15] voor pelgrimage en restauratie van boeddhistische monumenten in India
- 2004: Ratna Ling Retreat Center,[16] voor retraites en spiritueel werk
- 2008: Mangalam Research Center for Buddhist Languages,[17] voor vertalingen en taalonderzoek